# ミトリダテス3世 (コンマゲネ)
ミトリダテス3世・アンティオコス・エピファネス（Mithridates III Antiochus Epiphanes、ギリシア語: Μιθριδάτης Ἀντίοχος ὀ Ἐπιφανής）は、 コンマゲネ王に君臨した王子。

## 生涯
彼はイラン系民族とギリシャ人の子孫だった。